# Квітмен (Луїзіана)
Квітмен (англ. Quitman) — селище (англ. village) в США, в окрузі Джексон штату Луїзіана. Населення — 160 осіб (2020).

## Географія
Квітмен розташований за координатами 32°21′11″ пн. ш. 92°43′24″ зх. д. / 32.35306° пн. ш. 92.72333° зх. д. (32.353130, -92.723324).  За даними Бюро перепису населення США в 2010 році селище мало площу 2,43 км², з яких 2,42 км² — суходіл та 0,01 км² — водойми.

## Демографія
Згідно з переписом 2010 року, у селищі мешкала 181 особа в 71 домогосподарстві у складі 50 родин. Густота населення становила 75 осіб/км².  Було 86 помешкань (35/км²).
Расовий склад населення:
| - 90,1 % — білих - 9,4 % — чорних або афроамериканців |

До двох чи більше рас належало 0,6 %. Частка іспаномовних становила 0,0 % від усіх жителів.
За віковим діапазоном населення розподілялося таким чином: 26,0 % — особи молодші 18 років, 59,6 % — особи у віці 18—64 років, 14,4 % — особи у віці 65 років та старші. Медіана віку мешканця становила 35,2 року. На 100 осіб жіночої статі у селищі припадало 86,6 чоловіків;  на 100 жінок у віці від 18 років та старших — 88,7 чоловіків також старших 18 років.
Середній дохід на одне домашнє господарство  становив 56 882 долари США (медіана — 50 417), а середній дохід на одну сім'ю — 68 772 долари (медіана — 61 875). За межею бідності перебувало 4,5 % осіб, у тому числі 7,3 % дітей у віці до 18 років та 0,0 % осіб у віці 65 років та старших.
Цивільне працевлаштоване населення становило 52 особи. Основні галузі зайнятості: будівництво — 17,3 %, виробництво — 15,4 %, освіта, охорона здоров'я та соціальна допомога — 15,4 %.